# Трійця (фільм, 2003)
«Трійця» (Trinity) — британський науково-фантастичний фільм 2003 року, сценарист і режисер Гері Бултон-Браун. Фільм був показаний в березні 2003 року на Cinequest Film & Creativity Festival.

## Про фільм
На віддаленій арктичній дослідницькій станції урядові агенти Братч і Шиллер виявляють таємничого вченого-генетика доктора Клерваля.
Розгортається психологічна гра. Виявилося, що Шиллер був суб'єктом однієї з програм генетичної селекції Клерваля і є співзалежним від нього.
Братч почувається розділеним між своєю прив'язаністю до Шиллера та неприпустимою, глибокою відданістю Клервалю.

## Знімались
| Актор        | Роль     |
| ------------ | -------- |
| Том Маккамус | Клерваль |
| Люсі Акгерст | Шиллер   |
| Стівен Моєр  | Братч    |